# San Vitale (Řím)

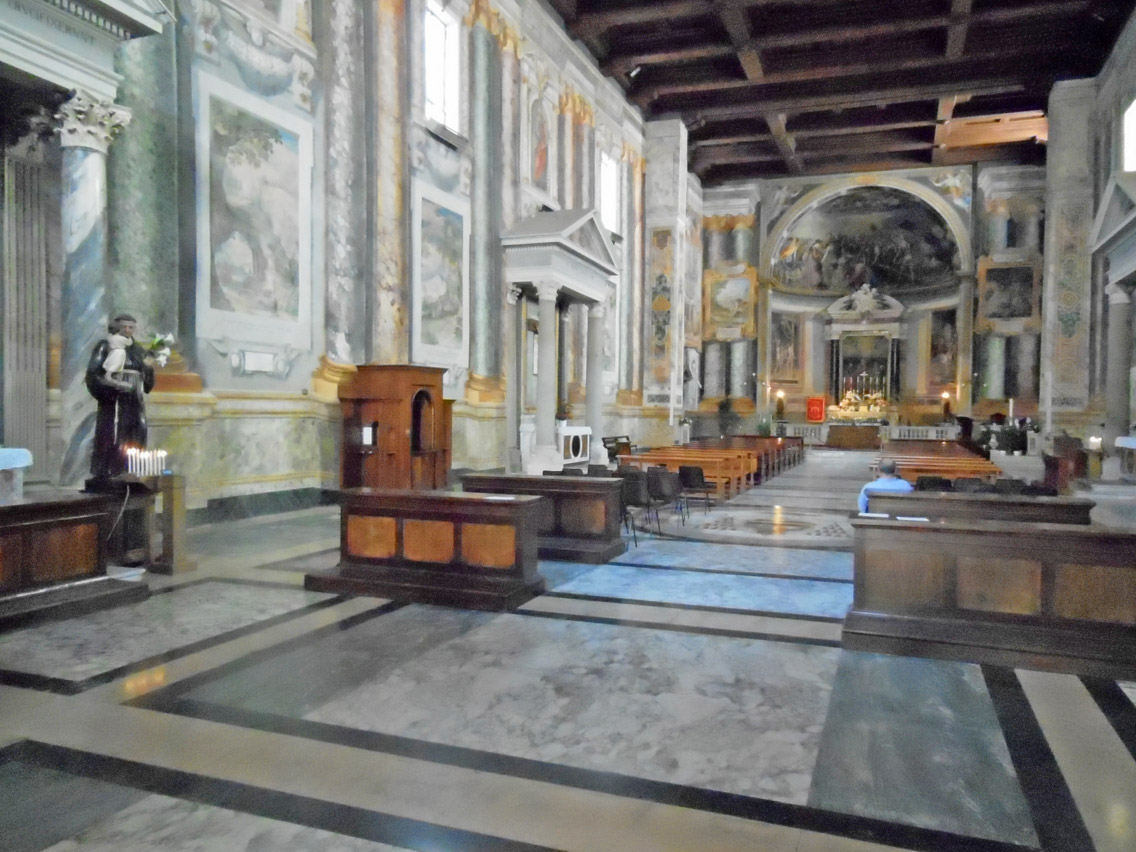
Interiér

San Vitale je římský bazilikální kostel, plným názvem Santi Vitale, Valeria, Gervasio e Protasio nebo Santi Vitale e Compagni Martiri in Fovea. Stojí na Via Nazionale na Kvirinálu, v rione Monti, nedaleko prezidentského paláce.

## Historie
Bazilika byla postavena kolem roku 400, a vysvěcena papežem Inocencem I. v letech 401/402. Jeho zasvěcení svatému Vitalovi a jeho rodině (Valérii, jeho ženě, a jeho synům) je datováno do roku 412. San Vitale se stal titulárním kostelem (Titulus Vestinae) roku 499.
Budova byla několikrát přestavována. Nejvýznamnější úpravy proběhly v letech 1475, 1598, 1938 a 1960. Kostel je v současné době několik metrů pod úrovní Via Nazionale. Papež Pius IX. nechal roku 1859 přistavět k portiku z 5. století schodiště.
Stavba je jednolodní se zdmi zdobenými freskami, zobrazující mučednické výjevy. Apsidu vymaloval Andrea Commodi.

## Kardinálský titul
Titul Vestinae byl ustanoven za pontifikátu papeže Inocence II. díky štědrosti římské matróny Vestiny, na římském synodu r. 595 byl zmíněn jako titul San Vitale. Roku 1596, když byl kostel poškozen, byl zrušen papežem Klimentem VIII, ale papež Lev XIII. jej 16. prosince 1880 obnovil pod názvem Santi Vitale, Valeria, Gervasio e Protasio in Vestina.

### Přehled kardinálů-titulářů
- Gennaro Celio (494–?)
- Giovanni (590–?)
- Cristoforo (761–?)
- Adriano (853–?)
- Conone (Conon, nebo Curion) (1061 – před 1099)
- Ugo (1099 – asi 1122)
- Ugo Lectifredo (Godoffredo Lictifredo) (1123–1140)
- Tommaso, řeholní kanovník (1140–1153)
- Teodino degli Atti, O.S.B. (1164–1179)
- Gregorio Crescenzi (1201 – asi 1208)
- Giovanni Castrocoeli, O.S.B. (1294–1295)
- Pierre de la Chapelle Taillefer (1305–1306)
- Jacques d'Euse (1312–1313)
- Bertrand Augier de la Tour, O.M. (1320–1323)
- Jean-Raymond de Comminges (1327–1331)
- Elie de Nabinal, O.M. (1342–1348)
- Nicola Capocci (1350–1361)
- Guillaume de Chanac, O.S.B. (1371–1383)
- Jean de Murol (de Murolio) (1385–1399), pseudokardinál vzdoropapeže Klimenta VII.
- Peter von Schaumberg (1440–1469)
- neobsazeno (1469–1473)
- Ausias Despuig, (Ausias de Podio, o Despuig, o del Puch) (1473–1477)
- Cristoforo della Rovere (1477–1478)
- Domenico della Rovere (1478–1479)
- Ferry de Clugny (1480–1482)
- Juan Margarit (1483–1484)
- neobsazeno (1484–1489)
- Giovanni Conti (1489–1493)
- Raymund Pérault, pro illa vice diaconia (circa 1496–1499); titulář(1499–1500)
- Jaime Serra (1500–1502)
- Gianstefano Ferrero (1502–1505)
- Antonio de Ferrero (1505–1508)
- René de Prie (1509–1511)
- Antonio Maria Ciocchi del Monte (1511–1514); in commendam (1514–1517)
- Francesco Conti (1517–1521)
- Marino Grimani (1528–1532)
- Esteban Gabriel Merino (1533–1534)
- John Fisher (1535)
- Gasparo Contarini (1535–1537)
- Giovanni Maria Ciocchi del Monte (1537–1542)
- Giovanni Girolamo Morone (1542–1549)
- Filiberto Ferrero (1549)
- Giovanni Ricci (1551–1566)
- Luigi Pisani (1566–1568)
- Luigi Cornaro (1568–1569)
- Gaspar Cervantes (1570)
- Pietro Donato Cesi (1570–1584)
- Costanzo da Sarnano, O.F.M.Conv. (1587)
- Antonio Maria Sauli (1588–1591)
- neobsazeno (1591–1596)
- Titul zrušen r. 1596
- Titul obnoven r. 1880
- Antoine-Pierre IX Hassun (1880–1884)
- Guglielmo Massaia, O.F.M.Cap. (1884–1889)
- Albin Dunajewski (1891–1894)
- neobsazeno (1894–1902)
- Jan Puzyna (1902–1911)
- Louis Nazaire Bégin (1914–1925)
- Vicente Casanova y Marzol (1925–1930)
- Karel Boromejský Kašpar (1935–1941)
- Manuel Arce y Ochotorena (1946–1948)
- Benjamín de Arriba y Castro (1953–1973)
- František Tomášek (1977–1992)
- Adam Joseph Maida (od 1994)